# Baby It's You (The Shirelles)
Baby It's You is een nummer van The Shirelles, geschreven door Burt Bacharach, Mack David, en Luther Dixon (onder het pseudoniem Barney Williams) en afkomstig van het album Baby It's You uit 1961. Vele hits van Bacharach zijn geschreven in samenwerking met Hal David, die de teksten voorzag, maar dit nummer is een samenwerking met David's broer Mack. Na de uitgave van de versie van The Shirelles, is het nummer gecoverd door verschillende artiesten, in het bijzonder door The Beatles en The Carpenters.

## Originele versie van The Shirelles
Het nummer werd eerst in 1961 als single uitgebracht, waarna het gelijknamige album volgde, bedoeld om gebruik te maken van het succes van de hitsingle. Opmerkelijk aan deze versie is de opeenvolging van mineur- en majeurakkoorden in de strofes.

## Versie van The Beatles
Baby It's You maakte deel uit van de setlist van de Britse band van 1961 tot en met 1963. Het verscheen tevens in 1963 op hun eerste album Please Please Me als derde nummer op de B-kant. In de Verenigde Staten werd het album uitgegeven als Introducing... The Beatles, waar het nummer terechtkwam als tweede nummer op de B-kant.

### Muzikanten
Bezetting volgens Philippe Margotin et al.
- John Lennon – zang, ritmegitaar
- Paul McCartney – bas, achtergrondzang
- George Harrison – leadgitaar, achtergrondzang
- Ringo Starr – drums
- George Martin – celesta

## Versie van The Carpenters
The Carpenters namen een versie op voor hun album Close to You in 1970. Richard en Karen Carpenter braken definitief door met hun versies van Bacharach-composities op het album, met name titelsong (They Long to Be) Close to You.

## Andere versies
Verschillende andere artiesten hebben versies uitgebracht van Baby It's You doorheen de jaren, waaronder Cilla Black (1965), Cliff Richard (1967 en 2002), Adele (2008), Bette Midler (2014).